# IC3PEAK
IC3PEAK (Айспик) — российский музыкальный дуэт, созданный Анастасией Креслиной и Николаем Костылевым. Дуэт исполняет электронную музыку, иногда дополняя её элементами хип-хопа и рока.

## История

### Начало
По словам участников, 19 октября 2013 года считается датой основания арт-проекта IC3PEAK.
С самого старта проекта отличительными чертами творчества IC3PEAK были смешение музыкальных жанров, одновременный упор и на аудио, и на визуальную составляющие, обращение в текстах песен к табуированным темам, например, к теме смерти. Сами участники дуэта характеризуют начальный период своего творчества как «аудиовизуальный терроризм».
Первый релиз проекта EP «Substances» был выпущен в 2014 году. Мини-альбом был полностью на английском языке. Визуальное оформление мини-альбома было выполнено дуэтом самостоятельно.
Вскоре, после первого релиза, публике была представлена первая видео-работа IC3PEAK — клип на композицию «Ether». По воспоминаниям Анастасии и Николая, они с самого первого дня создания проекта полностью проводили и контролировали все творческие процессы самостоятельно. Такой подход позволял доносить зрителю авторскую идею в оригинальной форме, исключая призму лейблов.

### Популярность за рубежом
Проект обрел популярность за пределами России с первых дней существования. В 2014 году, после релиза второго мини-альбома «Vacuum», IC3PEAK начали давать первые зарубежные концерты в таких европейских городах, как Бордо, Париж, Рига, Прага, Хельсинки.
Спустя два года, в 2016 году, проект уже давал концерты в Южной Америке. Во время пребывания в Бразилии был частично снят клип «Go With The Flow». В этом же году состоялся первый тур IC3PEAK по США и крупный концерт в Мехико.
Проект IC3PEAK продолжает успешно гастролировать за границей.

### Творчество на русском языке
3 ноября 2017 года IC3PEAK выпускают первый русскоязычный альбом «Сладкая жизнь» и ставшее хитом видео в его поддержку на трек «Грустная сука» — на момент написания статьи видео на YouTube имеет более 79 миллионов просмотров.
Если в более раннем творчестве группы вокал играл скорее роль инструмента, то в русскоязычных текстах больше проявляются смысловая составляющая и отсылки к русскому народному творчеству.
На волне возросшей популярности на родине 28 сентября 2018 года дуэт выпускает ещё один русскоязычный лонгплей «Сказка», в его поддержку были экранизированы композиции «Сказка» и «Смерти больше нет». Видео на композицию «Смерти больше нет» является самым просматриваемым клипом проекта — на март 2025 года видео на YouTube имеет более 171 миллиона просмотров.
24 апреля 2020 года выходит третий альбом группы на русском и английском языках «До Свидания».
22 апреля 2022 года выходит четвёртый альбом группы на русском и английском языках «Kiss Of Death».
31 января 2025 года выходит пятый альбом группы на русском и английском языках «Coming Home».

### Запрещенный тур 2018 года
Второй русскоязычный альбом IC3PEAK «Сказка» и, в особенности, клип на композицию «Смерти больше нет» вызвали широкий политический резонанс. Некоторые консервативные общественные деятели увидели в клипе оскорбление власти и силовых структур Российской Федерации, а также призывы к суициду, которые, по их словам, могли иметь влияние на несовершеннолетних фанатов группы.

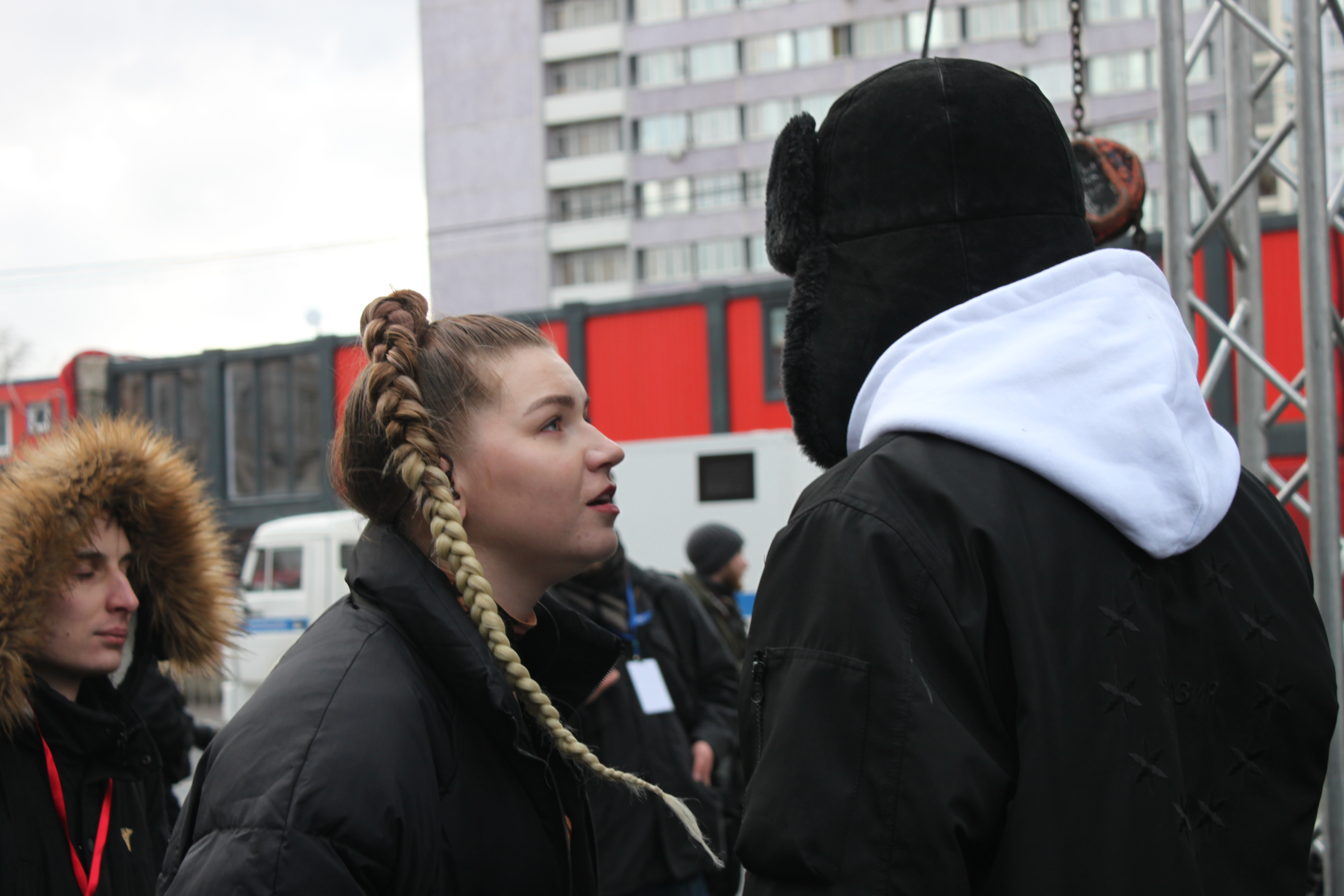

В свете широкого общественного резонанса российские силовые структуры начали активно противодействовать проведению ранее запланированного тура проекта. По словам артистов, люди, называющие себя представителями силовых структур, осуществляли звонки с угрозами представителям концертных площадок по всей стране и заставляли их отказаться от проведения концертов. Апогеем противостояния стало выступление дуэта в Новосибирске 1 декабря 2018 года. В этот день участники проекта IC3PEAK и местные организаторы концерта были задержаны на выходе из поезда на Центральном железнодорожном вокзале Новосибирска. После ряда угроз, досмотра и 3-часового содержания под стражей, полиция, под общественным давлением в том числе западных СМИ, была вынуждена отпустить артистов без составления протоколов. Концерт состоялся на альтернативной площадке.
На волне череды отменённых концертов ряд музыкантов и общественных деятелей по всему миру выразили активную поддержку проекту IC3PEAK и выступили против цензурирования творчества в России.

### 2022 —н.в.
После нападения России на Украину 24 февраля 2022 года группа выступила против войны и покинула Россию, позднее проведя европейский тур для сбора средства в поддержку Украины. На основании требования Генеральной прокуратуры Российской Федерации от 28 мая 2022 года, официальное сообщество группы в VK на территории РФ заблокировано. Кроме того, группе запрещено давать концерты в России.
15 мая 2024 года Николай Костылев под псевдонимом Sputn1k выпустил свою первую сольную композицию — «boys never cry». 25 июня состоялся выход второй сольной песни — «oh no».

## Название
В интервью Николай и Анастасия упоминают, что название проекта было выбрано случайно. Участники дуэта долго не могли определиться с названием и договорились назвать проект в честь первого, что попадется им на глаза. Этим предметом оказался чехол для ноутбука фирмы ICEPEAK. Концептуально выбор был обоснован тем, что в современной культуре музыканты часто превращают себя в бренд, поэтому проект просто взял название уже готового бренда.
Название IC3PEAK имеет несколько прочтений: «I speak», «eyes speak», «ice peak».

## Состав
- Анастасия Креслина — автор всех текстов и вокальных партий, занимается дизайном обложек и других визуальных составляющих.
- Николай Костылев — автор всех инструменталов.

## Дискография

### Альбомы
- IC3PEAK (2015)
- より多くの愛 (2015)
- Fallal (2016)
- Сладкая жизнь (2017)[19][20]
- Сказка (2018)[21][22]
- До свидания (2020)[23]
- Kiss Of Death (2022)
- Coming Home (2025)

### Мини-альбомы
- SUBSTANCES (2014)
- Vacuum (2014)

### Синглы
- «Ellipse» (2014)
- «I’ll Be Found Remixes» (2014)
- «Really Really» (2014)
- «Kawaii / Warrior» (2016)
- «КТО» (2017)
- «Monster (2017)»
- «THIS WORLD IS SICK» (2018)[24]
- «Сказка» (2018)
- «Марш» (2020)
- «TRRST» (2020) (совместно с Zillakami)
- «VAMPIR» (2021) (совместно с Oli Sykes и Bring Me The Horizon)
- «Червь / Worm» (2022) (совместно с Kim Dracula)
- «Dead But Pretty» (2022)
- «Hey» (2023)
- «Tears, pain and blood» (2023)
- «Жадина» (2024)
- «Crack in the ground» (2024)
- «Ненавижу» (2024)
- «Господи, прости меня» (2025)

## Визуальная составляющая
На протяжении всего времени существования участники проекта IC3PEAK самостоятельно занимаются производством визуального оформления и видеоконтента.
В своих интервью Анастасия и Николай не раз упоминали, что сами пишут сценарии, режиссируют, монтируют и обрабатывают свои клипы, делают фотографии, создают обложки для релизов и т. д.

### Видео-работы IC3PEAK
- «Ether» (2014)
- «Vacuum» (2014)
- «Collapse» (2014)
- «Go With The Flow» (2016)
- «Kawaii Warrior» (2017)
- «So Safe» (2017)
- «Make You Cry» (2017)
- «Грустная Сука» (2017)
- «This World Is Sick» (2018)
- «Сказка» (2018)
- «Смерти Больше Нет» (2018)
- «Марш» (2020)
- «Плак-Плак» (2020)
- «Dead But Pretty» (2022)
- «Kiss Of Death» (2022)
- «Worm» (2023)
- «Где мой дом?» (2025)

## Награды и номинации
| Год  | Церемония          | Категория                            | Результат |
| ---- | ------------------ | ------------------------------------ | --------- |
| 2017 | «Золотая Горгулья» | Лучший экспериментальный проект года | Победа    |
| 2017 | Jager Music Awards | Электроника                          | Номинация |
| 2018 | Jager Music Awards | Электроника                          | Победа    |
| 2021 | Forbes             | 30 до 30                             | Номинация |

## Личная жизнь
Анастасия и Николай ведут закрытый образ жизни и редко появляются на публике. Доподлинно неизвестно, кем они приходятся друг другу — в интервью музыканты уходят от прямого ответа на этот вопрос.
Также в своих интервью Анастасия и Николай упоминали, что живут в настоящей деревянной избе, вдали от городской жизни и это помогает им полностью сконцентрироваться на творческом процессе.
На интервью Юрию Дудю, вышедшем 30 июня 2020 года, Анастасия совершила каминг-аут, идентифицируя себя как пансексуал.

## Интересные факты
1. Оскароносный российский режиссёр Никита Михалков уделил более 6 минут эфирного времени обзору и критике клипа IC3PEAK «Смерти больше нет» в 2018 году в своей программе «БесогонTV», выходящей на федеральном телевидении[29].
2. Первую совместную работу дуэта можно услышать на EP «Postable»[30] электронного проекта Oceania, выпущенного на японском лейбле 7even Recordings 31 мая 2012 года. Проект Oceania создавался Николаем, а те композиции, где присутствует вокал Анастасии, идут в качестве коллаборации с «N». Анастасия также создавала визуальное оформление для проекта Oceania[18].